# Mignotta
Mignotta è un termine dispregiativo del dialetto romanesco (ma diffusa anche in area umbra e toscana) per indicare una persona che vende il proprio corpo o la propria dignità in cambio di denaro (in questo caso prostituta, meretrice, puttana) o di favori, oppure per entrare nelle grazie di qualcuno anche a discapito di altre persone. Ha quindi valore di più sinonimi.

## Etimologia
Il termine deriva da mignatta, nel senso di "ragazza prediletta", poi degenerato (come è successo con putta/puttana), a sua volta da una radice romanza *min-/minj-, appartenente probabilmente alla famiglia di minor, "più piccolo", da cui anche mignola, mignolo, mignon.
Secondo altre interpretazioni, deriverebbe direttamente dal francese mignote/mignotte "favorita" (maschile mignot, XII secolo, "gattino"). Secondo Nocentini si tratterebbe di un'evoluzione parallela.
Un'interpretazione diffusa la fa risalire ad una lettura sintetica dell'annotazione "di madre ignota" (matris ignotae) apposta sui registri anagrafici nei riguardi di neonati abbandonati: la nota aggiunta era anche frequentemente abbreviata in m. ignotae il che, letto in un'unica parola, portò ad indicare i "figli di m. ignota" come discendenti di un certo tipo di donna disonorevole; secondo l'opinione accademica più recente, però, questa altro non è che una leggenda metropolitana.

## Nel linguaggio corrente
Nel linguaggio contemporaneo, la locuzione figlio di mignotta, assume – in senso più bonario e in special modo negli ambienti del popolino – una valenza  tesa ad indicare il valore di persona particolarmente astuta in grado di ottenere benefici personali senza però curarsi delle conseguenze per le altre persone. In italiano l'equivalente può essere considerato il classico figlio di buona donna o figlio di puttana.
Il termine figlio di mignotta (o anche figlio di puttana) assume però valenza differente a seconda della regione in cui viene usato e varia da un senso decisamente negativo nelle regioni centrosettentrionali ad uno vagamente positivo nelle regioni meridionali (figlio 'e 'ntrocchia).

## Nella poesia del Belli
Giuseppe Gioachino Belli documenta, nei Sonetti, usi tuttora molto comuni del termine mignotta, come ad esempio:
- brutta figlia di mignotta, brutale insulto contenuto nel sonetto n. 664, Mamma scrupolosa[N 1];
- Porca mignotta!, esclamazione di rabbia (o rassegnazione) contenuta nel sonetto n. 1533, Sentite che ccaso[N 2];

Nell'opera del Belli, il termine mignotta assume molteplici significati e sfumature, in funzione del contesto in cui è inserito.
Nel sonetto n. 405, Com'ar mulo sei parmi lontan dar culo, il Belli usa l'espressione romanesca "fijji de mignotta", come espressione di sommo disprezzo nei confronti dei cardinali cattolici ("pelo rosso", ovvero "porporati"). Così pure nel sonetto n. 1002, Er pover'omo, dove un ecclesiastico dà dello "scansafatiche" ad un pover uomo, che lavora tutto il giorno per sopravvivere, mentre "loro", gli ecclesiastici, non sanno far altro che farsi portare in carrozza, mangiare, bere e fottere (nel duplice significato di fare sesso e truffare), e quindi sono chiamati "fijji de miggnotte", in quanto, per furbizia e per cinismo, riescono a convincere gli altri a lavorare al posto loro mentre loro fanno la bella vita.
L'espressione può anche essere equivalente a "poveri cristi", come nel sonetto n. 937, Lo stato d'innoscenza, dove noi, "poveri fijji de miggnotte", noi persone comuni, siamo innocenti: non siamo noi i responsabili del Peccato originale, bensì Adamo ed Eva.
Allo stesso modo, ma in senso ironico, nel sonetto n. 2121, La vita da cane, l'autore, per convincere il lettore di quanto sia dura la vita da Papa, domanda beffardamente: «Chi passa tutto il suo tempo a discutere con Dio Padre Onnipotente? A chi tocca dare l'assoluzione a così tanti "figli di mignotta"? Chi è che concede le indulgenze (ma è sottinteso: chi è che le vende?)? Chi la fa la fatica di andare in carrozza per benedire la gente (si intende: che lavoro duro! Che vita da cane!)?». In questo caso, l'espressione indica una grottesca inversione dei ruoli, dove le vittime della prepotenza papale diventano "figli di mignotta", persone indegne ed ingrate, mentre il carnefice, il Papa, diventa un sant'uomo che, con generosità e sacrificio, si occupa del benessere dei suoi sudditi.
Nel sogno di un calzolaio che fantastica di diventare Papa per tre giorni, e di poter quindi fare ciò che vuole senza alcun limite (sonetto n. 1123, Er carzolaro) il Belli utilizza l'espressione per sostenere, forse con cinico sarcasmo, idee di democrazia, egualitarismo e libertà, con sfumature lievemente anarcoidi: «Gli uomini, ricchi o poveri che siano, son tutti uguali. Dunque vadano tutti a piedi (e nessuno si faccia portare in carrozza!), tutti son figli di mignotta. E allora tutti lógorino le scarpe e gli stivali (ma ci sarà sempre un calzolaio a ripararle!)»
Un sonetto che il Belli dedica esplicitamente al meretricio è il n. 616, Er commercio libbero, in cui la prostituta, che non prova affatto vergogna per il proprio mestiere, non si lamenta d'altro che di quelle donne che, osservando il lucro derivante da tale attività, le fanno indirettamente concorrenza, fingendo di essere grandi dame ma sottraendole danarosi clienti:
(Giuseppe Gioacchino Belli, sonetto n. 616, Er commercio libbero)

### Annotazioni
1. ↑  Giuseppe Gioacchino Belli, Sonetti, Sonetto n. 664, Mamma scrupolosa:

«Bascia subbito llí cquela paggnotta
ch'è ccascata davanti ar cacatore.
Nu lo sai, bbrutta fia de 'na miggnotta,
eh? cch'er pane è la faccia der Zignore?»
2. ↑  Giuseppe Gioacchino Belli, Sonetti, Sonetto n. 1533, Sentite che ccaso:

«Me l'hai fatta, per dio, porca miggnotta!»
3. ↑  Giuseppe Gioacchino Belli, Sonetti, Sonetto n. 405, Com'ar mulo sei parmi lontan dar culo:
«Ah! sta razza de fijji de mignotta,
sta covata d'arpie de pelo rosso,
è ccome la padella: o ttigne, o scotta.»
4. ↑  Giuseppe Gioacchino Belli, Sonetti, Sonetto n. 1002, Er pover'omo:
«Mentre che llòro, fijji de miggnotte,
fanno la vita der Beato Porco
tra annà in carrozza, maggnà, bbeve e ffotte.»
5. ↑  
Giuseppe Gioacchino Belli, Sonetti, Sonetto n. 937, Lo stato d'innoscenza:
«Senz'Eva e Adamo, e ssenza er pomo entrato
in cuelle inique du' golacce jjotte,
pe nnoi poveri fijji de miggnotte
nun ce saría né mmorte né peccato.»
6. ↑  Giuseppe Gioacchino Belli, Sonetti, Sonetto n. 2121, La vita da cane:
«Chi pparla co Ddio padr'onnipotente?
Chi assorve tanti fijji de miggnotte?
Chi mmanna in giro l'innurgenze a bbotte?
Chi vva in carrozza a bbinidì la ggente?»
7. ↑  Giuseppe Gioacchino Belli, Sonetti, Sonetto n. 1123, Er calzolaro:
«L'ommini, o ricchi o nnò, ssò ttutti uguali:
dunque a ppiede, fijjacci de miggnotte,
e llograte le scarpe e li stivali.»
8. ↑  Letteralmente: quando capita.

### Fonti
1. 1 2   Carlo Battisti e Giovanni Alessio, Dizionario etimologico italiano, Firenze, Barbera, 1950-57,  p. IV, 2458, SBN LIA0963830.
2. ↑   Sinonimi Master, su Homolaicus.com,  p. 949. URL consultato il 29 ottobre 2006.
3. 1 2 3   Alberto Nocentini, L'etimologico, con la collaborazione di Alessandro Parenti, Milano, Le Monnier-Mondadori Education, 2010,  p. 708, ISBN 978-88-00-20781-2.
4. ↑   Fernando Ravaro, Dizionario romanesco: da abbacchià a zurugnone i vocaboli noti e meno noti del linguaggio popolare di Roma, introduzione di Marcello Teodonio, Roma, Newton Compton, 1994, ISBN 88-7983-709-5.